# Chiesa di Santa Maria di Lourdes
La chiesa di Santa Maria di Lourdes è un luogo di culto cattolico di rito ambrosiano di Milano sito in via F.lli Induno n. 12 nella zona nord della città, nei pressi del cimitero Monumentale. È parte della zona pastorale I, decanato Sempione. La chiesa è stata elevata nel 1925 a parrocchia e nel 1958, centennale dell'apparizione della Vergine a Bernadette, al rango di basilica minore romana dal cardinale Montini, poi papa Paolo VI. L'edificio fu eretto fra il 1897 e il 1902 su progetto dell'architetto Alfredo Campanini (1873-1926), noto per le sue architetture Liberty ed eclettiche milanesi.

## Storia
L'edificio fu costruito per volontà di monsignor Antonio Videmari e suo fratello don Giuseppe che, dopo aver edificato una piccola cappella dedicata a sant'Anna, acquistarono nel 1893 parte di un terreno nella località detta degli ortolani. La devozione dei due sacerdoti alla Madonna di Lourdes si deve alla guarigione considerata miracolosa di uno dei due fratelli da una forma tumorale alla gola. Per questo fu inizialmente costruita una piccola grotta che doveva essere inserita come sezione frontale della torre campanaria. Il territorio poco stabile e franoso obbligò la costruzione delle due parti staccate. 
La costruzione fu iniziata nel 1897 con l'adiacente convalescenziario che doveva ospitare i fedeli e malati, su progetto dell'architetto Alfredo Campanini. Fu desiderio dei due fratelli che la chiesa fosse un tempio votivo, dedicato alla Madonna e per questo l'architetto progettò la chiesa a tre navate come le antiche basiliche. I lavori di costruzione iniziati nel 1897 sotto la direzione dell'architetto Campanini terminarono nell'estate del 1901 anche se non era ancora definita la facciata. La parte dedicata all'accoglienza degli ammalati, anche se non più utilizzata, è ancora visibile. 
La chiesa era sussidiaria della parrocchia della Santissima Trinità, dalla quale fu staccata solo nel 1910 e elevata a parrocchia dal cardinale Eugenio Tosi nel 1925. La grotta presente all'esterno dell'edificio fu completata dalla statua raffigurante Bernadette e solo dopo un decennio la grotta fu ultimata con la posa della fontana a imitazione della grotta di Massabielle. Il 1º novembre 1942 l'edificio di culto fu consacrato dal cardinale Alfredo Ildefonso Schuster. 
L'edificio subì gravi danni nelle strutture e negli arredi durante il bombardamento della seconda guerra mondiale nel novembre del 1943. La chiesa fu ristrutturata, arricchita dall'organo e da un imponente pulpito in marmo rosso di Verona, poi rimosso in seguito alla riforma liturgica conciliare del Vaticano II, del quale rimangono i tre rilievi in marmo Botticino raffiguranti L’Assunta (ora frontale dell'ambone), la Dormitio Virginis ed Eva e due medaglioni in  marmo di Chiampo porfirico con le effigi di Pio IX e Pio XII . Il pulpito fu eseguito da  Pietro Brolis nel 1957-1958, in comunione con Arrigo Minerbi, al quale era stato commissionato nel 1956 dal prevosto don Carlo Bargiggia, e fu inaugurato il 1° giugno 1958, anno del centenario dell’apparizione. Il 25 maggio 1957 ebbe inizio la costruzione dell'ampia cupola affrescata.
Nell'ultimo decennio del Novecento l'edificio necessitò di una ulteriore ristrutturazione con lavori di mantenimento.

## Descrizione

### Esterno
L'esterno si caratterizza dalla grande grotta che riproduce quella di Lourdes, così come voluta dai due sacerdoti Videmari e che nasconde parte della facciata. La chiesa si sviluppa a impianto basilicale con orientamento nord-ovest. La facciata a salienti presenta un'alta zoccolatura in ceppo e prosegue in laterizi a vista con fasce in muratura, e anticipa la conformazione interna a tre navate. La parte centrale conserva il portale, unico accesso frontale, mentre la parte superiore presenta tre monofore con vetrate raffiguranti la Madonna Immacolata tra i santi Ambrogio e Carlo Borromeo poste in un arco aggettante, completa di lunetta con decorazioni a mosaico raffigurante la particolare immagine della Madonna pastora tra un gregge di pecore.

### Interno

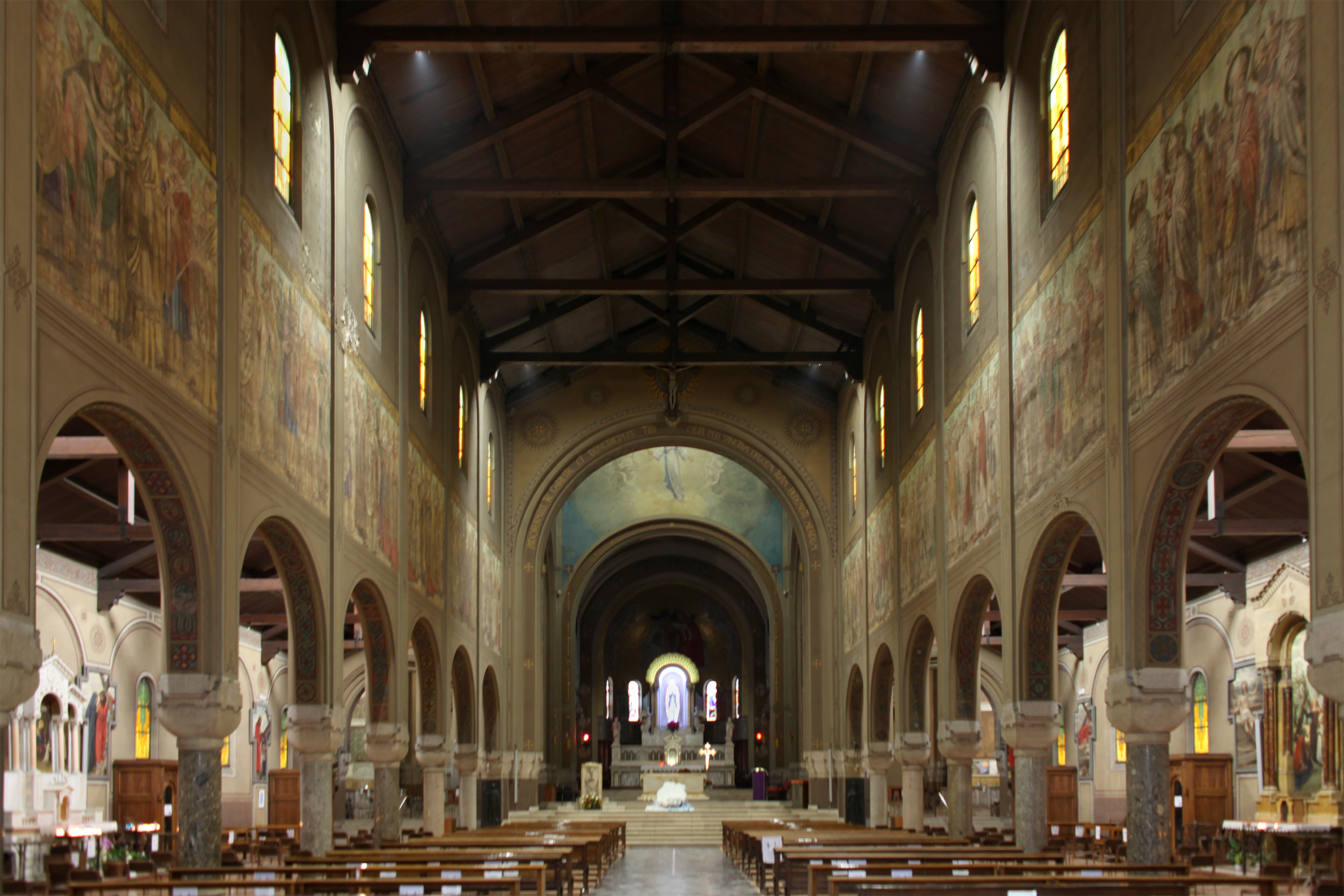
La navata centrale

L'interno, uno dei più ampi di Milano, si sviluppa su una superficie di 1 650 mq a tre navate con la centrale separata dalle laterali dal colonnato che sorregge gli archi a tutto sesto che proseguono con la muratura a fascia piena. Questa parte è interamente decorata a fresco da una parata processionale di vescovi milanesi nella prima parte, mentre quella superiore presenta monofore a tutto sesto leggermente aggettato, atte a illuminare la parte centrale. Le monofore sono poste ritmicamente divise da paraste che si collegano con le colonne inferiori. La grande cupola è progetto dell'architetto Marco Martinengo nel 1958 e affrescata da Ferdinando Compagnoni.
La zona presbiteriale e il transetto sono sopraelevati da un'ampia gradinata. I due transetti terminano con le cappelle dedicate al Sacro Cuore a sinistra e corrispondente quella di san Giuseppe che si sviluppano in forme ad emiciclo estradossato. Le navate laterali presentano gli altari della Madonna di Pompei e Sant'Anna che conserva la tela opera di Lazzaro Pasini. Lo stesso Pasini fu anche l'autore delle quattordici tele della via crucis, realizzata nel 1910. Il catino presbiteriale presenta il grande mosaico dell'Incoronazione di Maria tra gli angeli e i santi, realizzata dal mosaicista Sgorlon su disegno di Pietro Cortellazzi nel 1959. Quattro aperture monofore con vetrate a piombo raffigurano le quattro virtù cardinali. L'aula conserva i citati rilievi in marmo del pulpito, ora rimosso, eseguiti da Piero Brolis con Arrigo Minerbi, riportati alla luce dopo anni di oblio dal prevosto don Giuseppe Penuti.
Il battistero, nella tipica forma ottagonale e decorato da mosaici, è posto a ridosso del lato sinistro e vi si accede dalla navata sinistra della chiesa. Il fonte battesimale è ornato da un bambino Gesù in marmo.

### Campanile
Il campanile fu progettato da Giuseppe Calori e si collega alla chiesa tramite il locale della sacrestia. La torre è in laterizi facciavista divisa su quattro ordini ritmati da aperture monofore. L'orologio è posto nella parte superiore terminante con la cella campanaria. Il castello è completo di otto campane. La copertura in lastre di rame, completata dalle statue raffiguranti gli angeli opere di Mario Lochis è a forma troncopiramidale.